# Pritilata Waddedar
Pritilata Waddedar, nascuda el 5 de maig de 1911 a Dhalghat, Patiya, i morta el 23 de setembre de 1932 a Chittagong, fou una revolucionària nacionalista bengalí i una activista per a la independència d'Índia.

## Biografia
Després d'haver acabat els seus estudis a Chittagong i Dacca, els prosseguí al Bethune College, a Calcuta, i es diplomà, brillantment, en filosofia.
Després d'un breu període en què treballà com a mestra d'escola en una escola secundària local anomenada Nandankanan Aparnacharan School, s'uní a un grup revolucionari dirigit per Surya Sen a favor del moviment independentista de l'Índia i contra el domini britànic. Va participar en moltes batudes, com ara atacs a les oficines de Telephone & Telegraph, a les estacions de ferrocarril, o a la batalla de Jalalabad, on va assumir la responsabilitat de subministrar explosius als revolucionaris.
Ella mateixa dirigí un equip de quinze revolucionaris en un atac contra el Club Europeu Pahartali, que anunciava en un cartell: «No es permeten gossos ni indis». El 23 de setembre de 1932 els revolucionaris incendiaren el club. Van ser capturats més tard per la policia britànica i, per evitar ser detinguda, Pritilata Waddedar prengué cianur i morí.

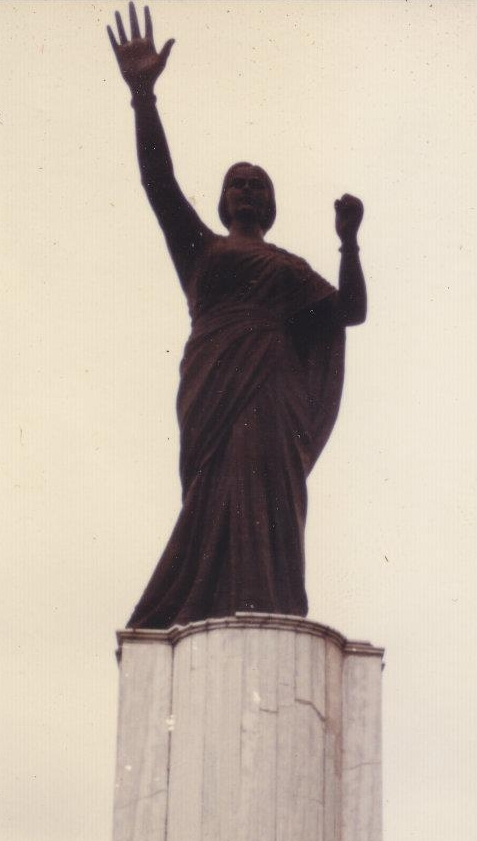
Estàtua de Pritilata a Maidan, Calcuta

## Llegat i memòria
En memòria seva diversos centres educatius de Bangladesh porten el seu nom. L’aniversari de Pritilata Waddedar se celebra cada any en diferents llocs de Bangladesh i l’Índia i se la considera «un far de llum per a les dones». El tram final de la carretera Sahid Abdus Sabur de Boalkhali a Chittagong ha estat anomenat carretera de Pritilata Waddedar. El 2012 es va erigir una escultura de bronze de Pritilata Waddedar davant de l'escola de Pahartali on havia treballat, al costat de l'històric Club Europeu.
Una besneboda de Waddedar és la periodista i activista britànica Ash Sarkar.